# Imre Bujdosó
Imre Bujdosó (Berettyóújfalu, 12 febbraio 1959) è un ex schermidore ungherese, vincitore di una medaglia d'oro ed una d'argento nella scherma ai giochi olimpici. Vincitore anche di una Coppa del Mondo di scherma.

## Biografia
È il padre della schermitrice olimpica Alexandra Bujdoso.

## Palmarès
In carriera ha conseguito i seguenti risultati:
- Giochi olimpici:

Seoul 1988: oro nella sciabola a squadre.
Barcellona 1992: argento nella sciabola a squadre.
- Mondiali di scherma

Roma 1982: oro nella sciabola a squadre.
Vienna 1983: argento nella sciabola a squadre.
Barcellona 1985: bronzo nella sciabola a squadre.
Sofia 1986: argento nella sciabola individuale.
Lione 1990: argento nella sciabola a squadre.
Budapest 1991: oro nella sciabola a squadre.
- Europei di scherma

Vienna 1991: oro nella sciabola a squadre.